# رسالة التميز

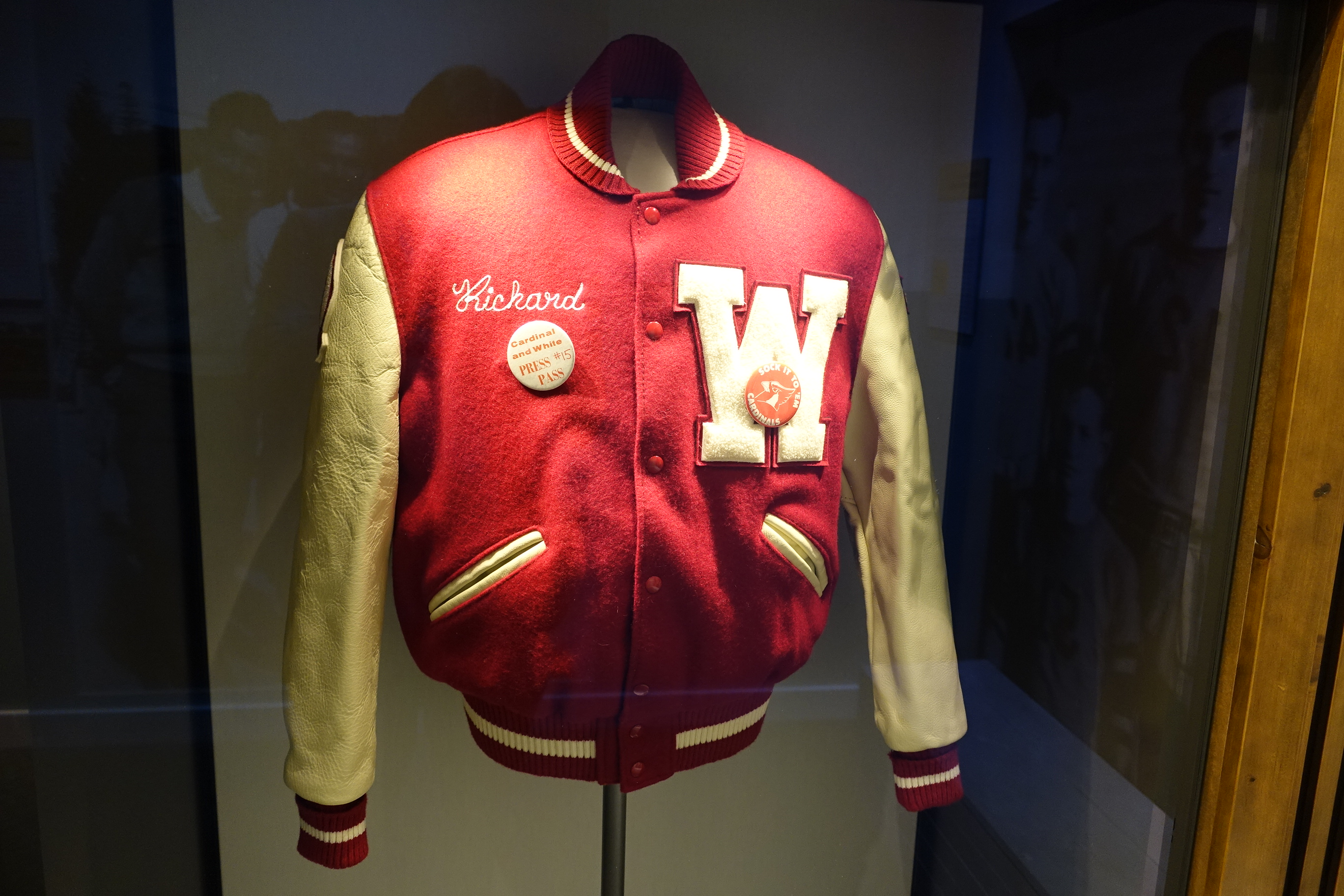
رسالة المدرسة الثانوية التي منحت لريتشارد نيكسون في مدرسة وايتير الثانوية في كاليفورنيا، والتي عرضت على سترة من الحروف

رسالة التميز هي جائزة تُمنح في الولايات المتحدة للتفوق في الأنشطة المدرسية. وتدل رسالة التميز على أن الفائز بها كان عضًوا مؤهلًا في فريق الدرجة الأولى، بعد الوفاء بمعيار معين.

## وصف
وعادة ما تكون رسالة التميز بالألوان والأحرف الأولى التي تمثل المدرسة التي يحضرها المتلقي. يتم بناء رقعة الحروف في المقام الأول من شينيل والمواد المحسوسة. وتتراوح الأحجام القياسية بين 4 بوصات (102 ملم) و8 بوصات (203 ملم). في حين تشير 4 بوصات (102 ملم) و5 بوصات (127 ملم) عادة إلى إنجازات مبتدئ فارسيتي، فإن 6 بوصات (152 ملم) إلى 8 بوصات (203 ملم) تشير إلى فارسيتي الكاملة (كبار). ويسمى أسلوب الخياطة المستخدم لخلق نظرة شينيل غرز الطحالب، في حين أن الخياطة الموجزة للأسفل تسمى خياطة السلسلة.

## تاريخ
ومع ظهور الألعاب الرياضية المنظمة، كانت هناك حاجة إلى الزي الرسمي. وهناك حاجة إضافية إلى تحديد الهوية التي تلبى باستخدام الشعارات أو الحروف.
في عام 1865، أضاف فريق هارفارد للبيسبول "H" الإنجليزية القديمة. تم تطريز «إتش» على القميص الرمادي. بدأ فريق كرة القدم في استخدام "H" في عام 1875. وعلى مدى 25 عاماً بعد تقديم الرسالة في عام 1865، كان من المعتاد أن يسمح قائد الفريق لبعض اللاعبين الذين لعبوا في المباريات الأكثر أهمية (ييل أو برينستون) بأن يحافظوا على الجزية "H" باعتبارها جائزة. إذا لم يلعب لاعب في مباراة هامة، كان على اللاعب أن يعيد جيرسي في نهاية الموسم. منح جيرسي 'H' قد يكون ولادة رسالة الجامعة كجائزة. تم استخدام سترة رجل الرسالة لأول مرة بانتظام من قبل «تسعة» 1891 (البيسبول) وكان أسود مع صغيرة "H" القرمزي على الثدي الأيسر.
ومن غير المعروف متى جاءت سترة الرسالة إلى المدارس الثانوية. وأقدم مثال معروف على سترة رسالة في مدرسة ثانوية موجود في حولية عام 1911 من مدرسة فينيكس يونيون الثانوية، إقليم أريزونا.
ويبدو أن السترة هي موطن رسالة الجائزة من 1890s حتى الثلاثينات. وجائزة أخرى خلال العشرينات والثلاثينات هي بطانية على غرار الملعب أعطيت كجائزة. في الثلاثينات، بدأت جائزة الرسالة تظهر على السترات ذات الأكمام الجلدية والصوف. السترات من الثلاثينات كانت مختلفة في التصميم عن السترة الحديثة اليوم.

## الاختلافات والتطبيق
وكصنف من الملابس الزخرفية، فإن رسالة الجامعة تحتوي على عدد كبير من الاختلافات، ولا يتم وضع أي معيار محدد لأي مدرسة على الطريقة التي ينبغي أن تبدو بها.

تأتي حروف الشنيل في العديد من الأشكال والأشكال المختلفة. تستخدم بعض المؤسسات اللغة الإنجليزية القديمة أو أسلوب الكتابة، أو حرف واحد أو ثلاثة أحرف، أو تظليل ثلاثي الأبعاد، أو حدود الشنيل أو نمط الكتلة المستقيمة التقليدية. يتلقى الطلاب عمومًا حرفًا حقيقيًا واحدًا فقط ولكن يمكنهم الفوز بالتمييز عدة مرات. تظهر هذه التعيينات الإضافية بإضافة شارات رياضية مطرزة أو دبابيس إدخال معدنية على غرار أو قضبان متصلة بالحرف. قد تقوم بعض المدارس بتطريز الحروف غير الرياضية مع عنوان الجائزة، مثل «الأكاديميون» أو «الفنون».

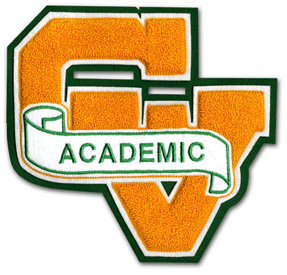
Two-letter monogram with embroidered academic insert
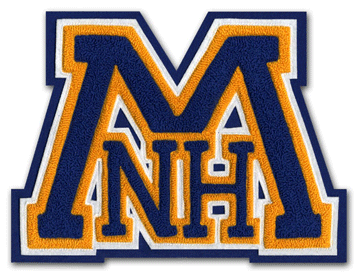
Three-letter monogram
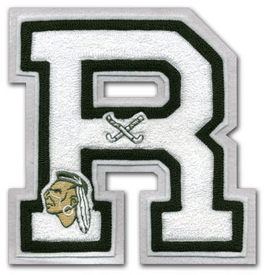
Chenille bordered letter with embroidered mascot and sport inserts
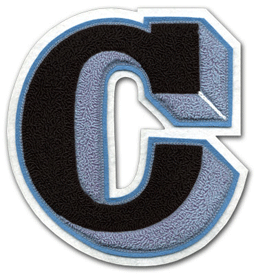
Letter with 3D shading
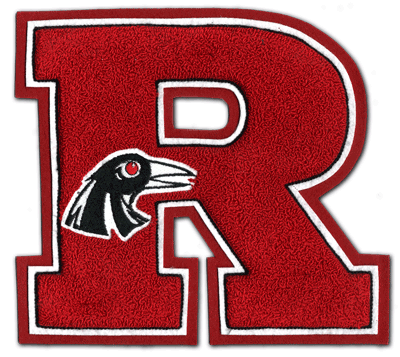
Traditional block letter with embroidered mascot